# Будеразька сільська рада
Будера́зька сільська́ ра́да — колишній орган місцевого самоврядування у Здолбунівському районі Рівненської області. Адміністративний центр — село Будераж.

## Загальні відомості
- Будеразька сільська рада утворена в 1944 році.
- Територія ради: 69,729 км²
- Населення ради: 1 083 особи (станом на 2001 рік)
- Територією ради протікає річка Збитинка.

## Населені пункти
Сільській раді були підпорядковані населені пункти:
- с. Будераж
- с. Зелений Дуб
- с. Мости
- с. Новий Світ
- с. Святе

## Склад ради
Рада складалася з 16 депутатів та голови.
- Голова ради: Баранов Володимир Федорович
- Секретар ради: Махобей Людмила Йосипівна

### Керівний склад попередніх скликань
| Прізвище, ім'я, по батькові | Основні відомості                                                               | Дата обрання | Дата звільнення |
| --------------------------- | ------------------------------------------------------------------------------- | ------------ | --------------- |
| Баранов Володимир Федорович | Сільський голова, 1970 року народження, освіта середня спеціальна, безпартійний | 26.03.2006   | 31.10.2010      |
| Баранов Володимир Федорович | Сільський голова, 1970 року народження, освіта середня спеціальна, безпартійний | 31.10.2010   |                 |

Примітка: таблиця складена за даними сайту Верховної Ради України

## Населення
Згідно з переписом УРСР 1989 року чисельність наявного населення сільської ради становила 1345 осіб, з яких 602 чоловіки та 743 жінки.
За переписом населення України 2001 року в сільській раді мешкали 1082 особи.

### Мова
Розподіл населення за рідною мовою за даними перепису 2001 року:
| Мова       | Відсоток |
| ---------- | -------- |
| українська | 99,45 %  |
| російська  | 0,37 %   |
| білоруська | 0,18 %   |